# GTO (2012年电视剧)
《麻辣教師GTO》是2012年～2014年電視劇，由關西電視台與MMJ製作，改編自日本漫畫家藤泽亨的漫画《麻辣教師GTO》，於2012年7月3日至9月11日在關西電視台、富士電視台週二晚間十點連續劇檔次播出。本劇延續1998年反町隆史版，由放浪兄弟的AKIRA主演。另外於2012年10月2日、2013年1月2日和同年4月2日播出特別篇，皆在橫濱商科大學拍攝。2014年3月22日至2014年3月29日於八大綜合台播出迷你電視劇《麻辣教師GTO 台灣篇》。本劇第二季於2014年7月8日至9月16日在同一檔次播出。

## 演員表

### 主要演員（全系列共通人物）
- 鬼塚英吉（25） - AKIRA（EXILE）（香港配音：陳廷軒）

3年4班的班主任。通稱「鬼之英吉」。得腦動脈瘤，會流鼻血。
- 彈間龍二（25） - 城田優（香港配音：李凱傑）

英吉的朋友。通稱「爆彈龍二」。
- 冴島俊行（24） - 山本裕典（香港配音：曹啟謙）

英吉的朋友，警察。
- 內山田廣志（55） - 田山涼成（香港配音：陳永信）

明修學苑的教導主任，是禿頭。
- 櫻井良子（49） - 黑木瞳（香港配音：許盈）

理事長，原實施絕對性管理教育，但發生水樹菜菜子一案，決定改採寬鬆式教育，並聘請鬼塚到學校任教的。偶爾兼任小賣部大嬸，借此觀察學生的狀況。

### 日本篇

#### 第一季

##### 明修學院 教職員
- 冬月梓（23） - 瀧本美織（香港配音：柚子蜜）

3年4班的副班主任。
- 橋本哲夫（44） - 高知東生（香港配音：潘文柏）
- 森高尚子（29） - 瀧澤沙織（香港配音：黄玉娟）
- 白鳥菖浦（28） - 藤澤綾乃（香港配音：成瑤孆）
- 片山早紀（27） - 長澤奈央（香港配音：吳羨婷）
- 澤田法子（23） - 小林優美（香港配音：梁少霞）
- 勅使川原優（28） - 矢野聖人（香港配音：陳灝瑋）

數學老師，喜歡冬月梓。
- 山王丸浩子（45） - 布施繪理（香港配音：沈小蘭、袁淑珍〔第四集代配〕）
- 袋田一（37） - 小杉（香港配音：蕭徽勇）

體育老師。
- 大門美鈴（42） - 西田尚美（第9話-最終話）（香港配音：陸惠玲）

新任校長，菊地善人的母親，涉谷翔的繼母，櫻井良子的學生，被外界稱作學校重建專家，實施絕對性管理教育。

##### 明修學院 2年4班 → 3年4班學生
- 相澤雅 - 川口春奈、旦海カノン（幼少期）（香港配音：陳皓宜）

班長，國小和野村朋子一起加入合唱團。
- 菊地善人 - 高田翔（傑尼斯Jr.）（香港配音：黃積權）

擅長使用全球衛星定位系統。母親是學校重建專家大門美鈴，母親為了實現理想將菊地善人拋棄離家出走，使菊地善人痛恨櫻井良子，並利用母親作為報復手段。
- 神崎麗美 - 本田翼、中島夢乃 / 堀井咲希（乳兒期 / 幼少期）（香港配音：鄭麗麗）

母親花大量金錢收購天才的精子創造出來的天才，母親把她的頭腦用於股票交易，並不關心她，使她覺得人生空虛。
- 村井國男 - 森本慎太郎（傑尼斯Jr.）、田口翔大（幼少期）（香港配音：張裕東）

桑江遙的青梅竹馬，住在桑江遙隔壁。
- 桑江遙 - 高月彩良（bump.y）、甲斐恵美利（幼少期）（香港配音：張頌欣）

村井國男的青梅竹馬，住在村井國男隔壁。為了變有錢人，去特殊場所打工。
- 葛城美姬 - 西內麻理耶（香港配音：羅杏芝）

父親是警視署長葛城幸雄，因父親忙於工作缺少關懷，時常輟學在家。
- 吉川昇 - 中川大志（香港配音：巫哲棋）

上原杏子的青梅竹馬。
- 上原杏子 - 新川優愛（香港配音：黄昕瑜）

吉川昇的青梅竹馬，父親是律師、母親是教育評論家上原久子，因父母忙於工作而覺得寂寞、不想回家。
- 野村朋子 - 宮崎香蓮、丹羽絵理香（幼少期）（香港配音：何寶珊）

非常迷糊，夢想成為歌手。國小和相澤雅一起加入合唱團。參加偶像選秀（13號），雖然沒有得名，但獲得培訓機會。
- 藤吉晃二 - 山田裕貴（D2）（香港配音：胡家豪、張方正〔特別篇2代配〕）

家境貧窮，有3個弟弟、一個妹妹，夢想成為西餐廚師。學校提供獎學金讓藤吉晃二去吉祥寺廚師專修學校進修。
- 堂島誠也 - 白濱亞嵐（GENERATIONS from EXILE TRIBE)、小野伶広（幼少期）（香港配音：鄧港文）

母親被同居男友一之瀨慎治毆打後離家出走，為了保護母親想殺一之瀬，卻得知母親比愛自己更愛一之瀬。
- 草野忠明 - 鈴木伸之（劇團EXILE）（香港配音：鍾見麟）

想成為拳擊手，實現父親的夢想。喜歡淺野麻由子。
- 石田拓海 - 佐野岳（香港配音：鄧志堅）
- 鯨川冬美 - 高良光莉（香港配音：魏惠娥、曾佩儀〔特別篇3代配〕）

個子較高，喜歡石田拓海。
- 淺野麻由子 - 石井杏奈（bunny）（香港配音：羅孔柔）

相澤雅的小跟班，參加偶像選秀（7號），想讓野村朋子落選。喜歡朝著夢想努力的草野忠明。
- 泉奈緒美 - 佐山彩香（香港配音：黃瑩瑩）

相澤雅的小跟班，參加偶像選秀（12號），想讓野村朋子落選。
- 淺倉惠 - 三宅瞳（美女甜甜圈！！！）（香港配音：何寶珊）

在冬月老師的晚餐下瀉藥，讓冬月老師在試膽大會的時候，肚子不舒服跑廁所。
- 中西優美 - 疋田英美（香港配音：凌晞）
- 白井知佳子 - 坂口莉果子
- 岩田由紀子 - 桐嶋美結
- 植田馬之助 - 小森翔太
- 大塚真由美 - 藤井千帆
- 黑川博幸 - 佐藤王宝
- 里見圭一 - 町田宏器
- 太田秀美 - 夏緒（香港配音：劉惠雲）
- 常盤愛 - 坂東希（FLOWER）
- 中川繪理加 - 三橋奈波
- 三島軍人 - 下山葵
- 水原僚一 - 塩野瑛久（香港配音：關令翹）
- 宮森勇氣 - 内海啓貴
- 森下鈴香 - 安田聖愛
- 菅原保 - 永山輝
- 鈴木大輔 - 矢山博夢

##### 其他學生
- 水樹菜菜子 - 谷內里早（日语：谷內里早）（第8-10集）（香港配音：凌晞）

相澤雅的好朋友，文化祭的執行委員長，被班主任藤森懷疑偷了用於文化祭的經費，之後跳樓自殺。
- 涉谷翔 - 野村周平（第10-11集）、山田日向（幼少期）（香港配音：李鎮然）

繼母是學校重建專家大門美鈴，協助繼母實施絕對性管理教育。
- 和久井繭 - 葉山獎之（特別篇1）、佐藤瑠生亮（幼少期）（香港配音：梁偉德）

##### 明修學院 2年4班保護者
- 上原久子 - 瀧澤涼子（第1話・特別篇3）（香港配音：梁少霞）

上原杏子的母親，教育評論家。
- 葛城幸雄 - 尾美利德（第2話・特別篇2）（香港配音：陳欣）

葛城美姬的父親，警視署長。
- 村井翼 - 吉田羊（第3話）（香港配音：陸惠玲）

村井國男的母親。
- 堂島宏美 - 笠木泉（第5話）（香港配音：謝潔貞）

堂島誠也的母親。
- 神崎伸子 - 宮田早苗（第7話 - 第8話）（香港配音：雷碧娜）

神崎麗美的母親。
- 相澤麗子 - 麻里萬里（第8話 - 第9話・特別篇3）（香港配音：沈小蘭）

相澤雅的母親。

##### 其他客串角色
- 明修學院原學生 - 長田成哉 他（第1話）
- 辻本亮治 - 佐藤祐基（現・佐藤汛）（第3話）

和桑江遙交往的男友，其實只是和桑江遙玩玩。
- 大河内さだみ - 天野浩成（第4話）

音樂製作人。
- 一之瀬慎治（45） - 高杉亘（第5話）

堂島誠也媽媽的男朋友，有家庭暴力傾向。黑道銀龍會的成員，捲款逃逸，替堂島誠也刺青，想讓堂島誠也當替死鬼。
- 榊莉子・榊神子 - AMIAYA（日语：AMIAYA）（第5集）
- 內山田好子 - 小松美月（日语：小松美月）（第6集，特別篇1、2）（香港配音：何璐怡、凌晞〔特別篇2代配〕）

內山田廣志的女兒。
- 内山田良美（48） - 松山尚子（第6話・特別篇1 2）

內山田廣志的太太。
- 小笠原玲奈（28） - 坂間恵（第7話 - 第8話）
- 水樹浩子（38） - 舟木幸（第9話）

水樹菜菜子的母親。
- 藤森（27） - 折井步（第9話 - 第10話）

1年4班的班主任
- 藤崎志乃美-桐谷美玲（特別篇1）（香港配音：劉惠雲）
- 鳳蝶 - 黒川芽以（日语：黒川芽以）（特別篇1）（香港配音：張頌欣）
- 牧田次郎 - 升毅（日语：升毅）（特別篇1）（香港配音：陳欣）
- 真田和幸 - 平岡祐太（特別篇2）（香港配音：蘇強文）
- 茜 - 壇蜜（特別篇2）（香港配音：黃玉娟）
- 夏川瑪麗亞 - 宇野實彩子（AAA）（特別篇2）（香港配音：劉惠雲）
- 長瀬渚 - 音月桂（特別篇3）

龍二的戀人
- 船田美佳 - 岡野真也（特別篇3）

#### 第二季

##### 明修湘南高校 教職員
- 藤川穗波 - 比嘉愛未 (香港配音：劉惠雲)

2年A組的班主任
- 內山田廣志 - 田山涼成（香港配音：陳永信）

明修湘南高校副校長
- 櫻井良子 - 黑木瞳（香港配音：許盈）

明修湘南高校校長兼理事長
- 富士宮司 - 小野武彦（香港配音：張炳強）
- 大前廣利 - 風見慎吾（香港配音：陳欣）
- 神谷憲治 - 丸山智己（香港配音：黃啟昌）
- 野上多恵子 - 馬渕英俚可（香港配音：魏惠娥）
- 入江ちか - 阿南敦子（香港配音：黃玉娟）
- 向井優美 - 藤澤彌乃（香港配音：吳羨婷）

##### 明修湘南高校 2年A班學生
- 葛木隆一 - 菊池風磨（Sexy Zone)（香港配音：鍾見麟）
- 芹澤航平 - 龍星涼（香港配音：關令翹）
- 橋本英多 - 池田永吉（香港配音：巫哲棋）
- 沼尻圭 - 武井證 （香港配音：陳成港）
- 社本高明 - 町山博彦 （香港配音：鄧港文）
- 國分司 - 西川俊介
- 大場拓矢 - 岡本卡瓦安（岡本カウアン）（香港配音：周良鴻）
- 宇佐美太一 - 佐野玲於（GENERATIONS from EXILE TRIBE)（香港配音：李震權）
- 遊澤亮斗 - 荒井敦史（香港配音：李致林）
- 森野真 - 新里宏太（香港配音：張裕東）
- 德山宏尚 - 堀井新太（香港配音：李安邦）
- 桐谷優 - 片寄涼太（GENERATIONS from EXILE TRIBE)（香港配音：陳耀楠）（幼年：田中黎／童年：細野涼聖；香港配音：童年：何寶珊）
- 志條鮎名 - 松岡茉優（香港配音：成瑤孆）
- 波多野麻理子 - 松浦雅（香港配音：黃昕瑜）
- 成瀨亞美 - 小芝風花（香港配音：葉曉欣）
- 宮地明 - 三吉彩花（香港配音：陳皓宜）
- 水田智美 - 宮武美櫻（香港配音：何寶珊）
- 百合原五月 - 木崎由里亞（AKB48)（香港配音：羅孔柔）
- 柊佐奈 - 岡本夏美（香港配音：羅杏芝）
- 古谷佳永子 - 松井愛莉（香港配音：鄭麗麗）
- 楠見加奈子 - 伊藤沙莉（香港配音：黃淑芬）
- 住吉希 - 瑞季（香港配音：何晶晶）
- 前畑由亞 - 久松郁實（香港配音：黃瑩瑩）
- 平野楓 - 高田夏帆（香港配音：凌晞）

##### 其他客串角色
- 串酒館大叔 - 諏訪太朗（香港配音：譚炳文）
- 波多野玲子 - 宮地雅子（第1集）（香港配音：沈小蘭）

麻理子的母親
- 千葉輝男 - 山中聰（第1集）（香港配音：張裕東）

「DOKUMO POPULARITY CONTEST 2014」的DJ
- 今井ユナ - 山下永夏（第1集）
- 宇佐美雅史 - 奧田達士（第2集）（香港配音：張錦江）

太一的父親
- 宇佐美美代子 - 山下容莉枝（第2集）（香港配音：袁淑珍）

太一的母親
- 宇佐美佑二 - 横山幸汰（第2集）（香港配音：林丹鳳）

太一的弟弟
- 峰崎 - 平沼紀久（第3集）（香港配音：李鎮然)
- 幸子 - 三浦透子（第3集）
- 長瀬渚 - 音月桂（第4集）（香港配音：黃瑩瑩）

龍二的戀人
- 桐谷徹也 - 嶋田久作（第4集）（香港配音：招世亮）

優的養父
- 桐谷佐百子 - 安田亞矢（第4集）（香港配音：雷碧娜）

優的養母
- 村田 - 渡邉紘平（第4集）（香港配音：張錦江）
- 柊久美子 - 舟木幸（第6集）（香港配音：梁少霞)

佐奈的母親
- 柊衣奈 - 柴田花戀（第6集）（香港配音：凌晞）

柊家次女，佐奈的妹妹
- 柊壮 - 須田瑛斗（第6集）（香港配音：魏惠娥）

柊家長男，佐奈的弟弟
- 柊蓮 - 朝日出響也（第6集）（香港配音：林芷筠）

柊家次男，佐奈的弟弟
- 葛木一美 - 床嶋佳子（第7,10-11集）（香港配音：袁淑珍）

隆一的母親
- 木内剛 - 佐戶井賢太（第7集）（香港配音：張炳強）
- 木内圭輔 - 高橋龍輝（第7集）（香港配音：張方正）

剛的兒子
- 富井 - 五頭岳夫（第7集）（香港配音：林保全）
- 芹澤美登里 - 建部和美（第8集）（香港配音：沈小蘭）

航平的母親
- 木原元一 - 竹財輝之助（第9集）（香港配音：陳卓智）

2年A組的前班主任
- 瀧澤茂 - 阿部亮平（第9-10集）（香港配音：劉奕希）
- 澤村功也 - 金井勇太（第10集）（香港配音：梁偉德）
- 志條真知子 - 二宮弘子（第10-11集）（香港配音：林丹鳳）

鮎名的祖母。

### 台灣篇

麻辣教師GTO 台灣篇

#### 育台高級中學 教職員
- 雪莉 - 卓文萱（香港配音：周筠[第1集]→張頌欣[第2集起]）
- 何中志 - 朱德剛（香港配音：許秉珩[第1集]→朱子聰[第2集起]）
- 老師 - 寒（香港配音：鄭麗麗[第3集起])

#### 育台高級中學 三年一班學生
- 李皖 - SpeXial-宏正（香港配音：梁偉德[第2集起]）(童年香港配音：陸惠玲)
- 許秈笙 - SpeXial-偉晉（香港配音：黃積權[第2集起]）
- 吳曉玫[1]- 程予希（童年：何潔柔）（香港配音：陳皓宜[第2集起]）
- 學生 - SpeXial-晨翔
- 學生 - SpeXial-Teddy
- 學生 - SpeXial-易恩
- 學生 - A'N'D-雨婷
- 學生 - A'N'D-Sunnee
- 學生 - A'N'D-艾莉兒
- 學生 - 姿璇

#### 其他
- 福利社阿姨 - 白明華
- 李柏 - 趙樹海（香港配音：陳欣）
- 老奶奶 - 吳碧蓮 (香港配音：潘宁[第1集]→陸惠玲[第2集起])
- 黃書維
- 陳璽安
- 黃柏語
- 陳鈞
- 陳雪甄
- 高麗紅
- 黃勁棠
- 廖邱堃
- 詹益昇
- 吳震亞
- 大西由希也
- 林揚凱
- 洪章世
- 葉蕙芝
- 羅元佑
- 劉宇晏
- 羅啟紘
- 郭玄奇
- 鄭尹巽
- 劉力仁
- 盧芃宇Nana
- 高偉圻
- 邱能川
- 葉汶嘉
- 李奇
- 楊凱
- 謝佳霖
- 陳俊
- 世良萌香
- 世良萌音
- 黎薰
- 陳孟澤
- 劉怡君
- 許斐琪
- 王嘉苓
- 虞佳霖
- 王惇鈴
- 林佳瑩
- 呂曼莉
- 陳姿璇

## 各集標題、收視率

### 第一季（2012年）
| 集数                                                     | 播放日期       | 副標题 | 目标學生            | 编剧     | 導演       | 收视率 |
| -------------------------------------------------------- | -------------- | ------ | ------------------- | -------- | ---------- | ------ |
| 第1話                                                    | 2012年 7月3日  |        | 吉川昇 上原杏子     | 深澤正樹 | 今井和久   | 15.1%  |
| 第2話                                                    | 7月10日        |        | 葛城美姬            | 深澤正樹 | 今井和久   | 13.3%  |
| 第3話                                                    | 7月17日        |        | 桑江遙 村井國男     | 山岡潤平 | 今井和久   | 12.3%  |
| 第4話                                                    | 7月24日        |        | 野村朋子 藤吉晃二   | 田中眞一 | 大塚徹     | 13.9%  |
| 第5話                                                    | 7月31日        |        | 堂島誠也            | 深澤正樹 | 小松隆志   | 11.5%  |
| 第6話                                                    | 8月7日         |        | 鯨川冬美 石田拓海   | 山岡潤平 | 白木啓一郎 | 12.1%  |
| 第7話                                                    | 8月14日        |        | 神崎麗美            | 深澤正樹 | 今井和久   | 13.5%  |
| 第8話                                                    | 8月21日        |        | 神崎麗美 相澤雅     | 田中眞一 | 大塚徹     | 15.1%  |
| 第9話                                                    | 8月28日        |        | 相澤雅              | 山岡潤平 | 小松隆志   | 11.6%  |
| 第10話                                                   | 9月4日         |        | 草野忠明 淺野麻由子 | 田中眞一 | 白木啓一郎 | 11.7%  |
| 最終話                                                   | 9月11日        |        | 菊地善人 涉谷翔     | 山岡潤平 | 今井和久   | 14.3%  |
| 平均收視率 13.2%（收視率由Video Research於關東地區統計） |                |        |                     |          |            |        |
| 特別篇一                                                 | 2012年 10月2日 |        | 和久井繭 牧田次郎   | 深澤正樹 | 今井和久   | 11.8%  |
| 特別篇二                                                 | 2013年 1月2日  |        |                     | 田中眞一 | 白木啓一郎 | 6.7％  |
| 特別篇三                                                 | 4月2日         |        |                     | 山岡潤平 | 今井和久   | 10.3%  |

- 第2話因為前檔節目『無法呼吸的夏天』的初回延長版，改為22:15 - 23:09播映。
- 第10話因2012年U20女子世界盃準決賽日本對德國，改為22:35 - 23:29播映。

### 第二季（2014年）
| 集数                                                    | 播放日期            | 副標题                                                                                         | 目标學生            | 编剧            | 導演       | 收视率 |
| ------------------------------------------------------- | ------------------- | ---------------------------------------------------------------------------------------------- | ------------------- | --------------- | ---------- | ------ |
| 第1話                                                   | 2014年 2014年7月8日 | 新舞台は鬼塚英吉の母校！ 問題児にグレート授業だ！ 美容整形をバラされた女子高生に母の後悔       | 波多野麻理子        | 山岡潤平 飯塚健 | 飯塚健     | 9.7%   |
| 第2話                                                   | 7月15日             | 家族崩壊の危機…純情少年を救え 鬼塚絶叫マラソン大会涙の結末                                     | 宇佐美太一          | 山岡潤平 飯塚健 | 飯塚健     | 7.1%   |
| 第3話                                                   | 7月22日             | ストーカーに震える生徒を救え！ 殺人予告に鬼塚怒りの鉄拳炸裂                                    | 百合原五月 徳山宏尚 | 荒井修子 飯塚健 | 飯塚健     | 6.2%   |
| 第4話                                                   | 7月29日             | 父親は他人だった…血の繋がりは大切か？ 鬼塚が伝える親子の絆                                     | 桐谷優              | 田中眞一        | 大塚徹     | 6.4%   |
| 第5話                                                   | 8月5日              | 2年A組にイジメ発覚！ 鬼塚が前代未聞のいじめ撲滅作戦を決行！ 友達をかばう健気な女子生徒を救え！ | 成瀬亞美            | 山岡潤平        | 大塚徹     | 7.4%   |
| 第6話                                                   | 8月12日             | 鬼塚夏休み授業！ 夢は叶わない!? 歌手目指す貧乏少女に母の反対                                   | 柊佐奈              | ひかわかよ      | 白木啓一郎 | 6.6%   |
| 第7話                                                   | 8月19日             | 妊娠女子高生とのすれ違い…優等生が暴力事件！ 見捨てる教師に鬼塚が大激怒する！                   | 葛木隆一 志條鮎名   | 田中眞一        | 白木啓一郎 | 6.9%   |
| 第8話                                                   | 8月26日             | 夢絶たれたバスケ部エースに鬼塚授業…人生は絶対やり直せる！                                      | 芹澤航平            | 山岡潤平        | 白木啓一郎 | 5.9%   |
| 第9話                                                   | 9月2日              | 不登校女子が教師と禁断の恋？ 危ない復讐でクラス崩壊の危機…鬼塚必死の救出劇！                   | 宮地明              | 田中眞一        | 白木啓一郎 | 6.9%   |
| 第10話                                                  | 9月9日              | 最終章突入鬼塚10年前の悲劇とは危険な逆襲で絶体絶命生徒守れ                                     | -                   | 山岡潤平        | 白木啓一郎 | 6.9%   |
| 第11話                                                  | 9月16日             | GTOシリーズ遂に完結！ 妊娠女子高生の涙…鬼塚が一番伝えたい命のグレート授業                      | 葛木隆一 志條鮎名   | 山岡潤平        | 飯塚健     | 8.5%   |
| 平均收視率 7.2%（收視率由Video Research於關東地區統計） |                     |                                                                                                |                     |                 |            |        |

- 第1話延長15分鐘改為22:00 - 23:09播映。第2話改為22:15 - 23:09播映。

## 節目的變遷
| 日本 關西電視台・富士電視網系 週二十點連續劇                     | 日本 關西電視台・富士電視網系 週二十點連續劇   | 日本 關西電視台・富士電視網系 週二十點連續劇 |
| ---------------------------------------------------------------- | ---------------------------------------------- | -------------------------------------------- |
|                                                                  | 麻辣教師GTO（第一季） （2012.7.3 - 2012.9.11） |                                              |
| 37歲成為醫生的我〜實習醫生的純情故事〜 （2012.4.10 - 2012.6.19） | Going My Home （2012.10.9 - 2012.12.18）       |                                              |
| Black President （2014.4.8 - 2014.6.17）                         | 麻辣教師GTO（第二季） （2014.7.8 - 2014.9.16） | 出色的選TAXI （2014.10.14 - 2014.12.16）     |

| 香港 無綫電視J2 星期六 21:30－22:35 5月25日 21:30－22:45 6月1日至15日、6月29日至7月20日 21:30－22:30 8月3日 21:30－22:50 8月10日 20:30－23:05 8月17日 20:30－22:45 8月24日 20:30－22:35 | 香港 無綫電視J2 星期六 21:30－22:35 5月25日 21:30－22:45 6月1日至15日、6月29日至7月20日 21:30－22:30 8月3日 21:30－22:50 8月10日 20:30－23:05 8月17日 20:30－22:45 8月24日 20:30－22:35 | 香港 無綫電視J2 星期六 21:30－22:35 5月25日 21:30－22:45 6月1日至15日、6月29日至7月20日 21:30－22:30 8月3日 21:30－22:50 8月10日 20:30－23:05 8月17日 20:30－22:45 8月24日 20:30－22:35 |
| --- | --- | --- |
| | GTO麻教師 （2013.05.25 - 2013.08.03） GTO麻辣教師：熱血回歸 （2013.08.10） GTO麻辣教師：戀愛教典 （2013.08.17） GTO麻辣教師：畢業風暴 （2013.08.24）                                          | |
| （2013.03.09 - 2013.05.18） | （2013.08.31） | |
| 香港 無綫電視J2 星期日 21:30 - 22:30 7月27日至8月17日 21:30－22:00 8月24日 21:30－22:45 9月7日及10月5日 21:45－22:45 10月26日 21:30－23:30                                              | | |
| 宇宙兄弟（21:30-00:15） （2014.07.20） | GTO麻辣教師：激鬪台北 （2014.07.27 - 2014.08.17） GTO麻辣教師2014 （2014.08.24 - 2014.10.26）                                                                                               | 爸爸去哪兒（第二季）（20:30-22:30） （2014.11.02 - 2015.03.01） |

| 台灣 八大綜合台 每週六 22:40 - 23:40              | 台灣 八大綜合台 每週六 22:40 - 23:40                                                      | 台灣 八大綜合台 每週六 22:40 - 23:40 |
| ------------------------------------------------- | ----------------------------------------------------------------------------------------- | ------------------------------------ |
|                                                   | 迷你劇集 麻辣教師GTO 台灣篇 （2014.03.22 - 2014.03.29）                                   |                                      |
| 娛樂百分百+                                       | 娛樂百分百+                                                                               |                                      |
| 台灣 八大綜合台 每週日 23:00（5月4日起改為22:00） |                                                                                           |                                      |
| 愛情敲敲門（重播）                                | 麻辣教師GTO （2014.04.06 - 2014.06.22） 麻辣教師GTO 特別篇1-3 （2014.06.29 - 2014.07.13） | GTO 2014 （2014.07.27 - 2014.10.05） |

| 台灣 MY 101綜合台 每週日 21:00 - 22:00 | 台灣 MY 101綜合台 每週日 21:00 - 22:00                  | 台灣 MY 101綜合台 每週日 21:00 - 22:00 |
| -------------------------------------- | ------------------------------------------------------- | -------------------------------------- |
|                                        | 迷你劇集 麻辣教師GTO 台灣篇 （2014.03.23 - 2014.03.30） |                                        |
| 電視冠軍                               | 家政婦女王 （2014.04.01 - 2014.06.15）                  |                                        |